# Elenore (singolo)
Elenore è un brano musicale pop rock, inciso nel 1968 dal gruppo musicale statunitense The Turtles e pubblicato come singolo che anticipò l'uscita dell'album The Turtles Present the Battle of the Bands (conosciuto in 77 Paesi anche come Elenore). Autore del brano è il leader del gruppo Howard Kaylan, anche se ufficialmente anche gli altri componenti dei Turtles, Al Nichol, Jim Pons, John Barbata e Mark Volman vengono accreditati come autori.
Il singolo fu prodotto da Chip Douglas e pubblicato su etichetta discografica White Whale Records.
Sempre nello stesso anno, il brano è stato inciso anche dal gruppo musicale australiano The Strangers. Altri artisti hanno poi inciso ulteriori cover.

## Storia
Il brano doveva essere nelle intenzioni dei componenti dei The Turtles una sorta di dichiarazione di "non amore" nei confronti della loro casa discografica di allora, la White Whale Records, che stava alle loro costole affinché il gruppo facesse una nuova hit dopo Happy Together.

## Testo
(incipit del ritornello)
Il testo si presenta come una dichiarazione d'amore nei confronti di una donna di nome Elenore, che il protagonista definisce "il suo orgoglio, la sua gioia, eccetera".

## La prima versione della canzone

### Tracce
7"
1. Elenore – 2:31
2. Surfer Dan – 2:40

### Classifiche
| Classifica  | Posizione massima | Nr. di settimane |
| ----------- | ----------------- | ---------------- |
| Belgio      | 20                | 1                |
| Germania    | 32                | 20               |
| Regno Unito | 6                 |                  |
| Stati Uniti | 7                 |                  |

## La ripubblicazione del 1983
Nel 1983, il brano fu ripubblicato dai Turtles in 45 giri, fatto uscire dall'etichetta Bellaphon Records.

### Tracce
7"
1. Elenore – 2:25
2. Happy Together – 2:54

## Cover
Oltre che dai The Turtles e dai The Strangers, il brano è stato inciso anche dai seguenti artisti (in ordine alfabetico):
- Gene Bertoncini (1970)
- Cinerama (2001)
- Hello  (1978)[5]
- Hootenanny Singers
- Larz Kristerz[6]
- Simon Luca (1968)
- Me First and the Gimme Gimmes (2001, nell'album Blow in the Wind; con il titolo Elenor[2])
- The Larry Page Orchestra (1969)
- Orchestra di Paul Mauriat
- Robson & Jerome (1996)

### Adattamenti in altre lingue
- Il brano è stato adattato in italiano (con un testo che discosta dall'originale) nel 1968 da Franco Migliacci con il titolo Scende la pioggia, divenuto una hit di Gianni Morandi[1][7][8], che con questa canzone vinse anche Canzonissima[8]; nel 2010 Joe Dibrutto lo incide per l'album Maccaroni soul (Irma Records, IRM 680 CD).
- Il brano è stato adattato in danese nel 1975 con il titolo Ellinore, brano inciso da Jens & Peter[1].

## Il brano nella cultura di massa

### Letteratura
- Il brano è menzionato nel libro autobiografico di Diablo Cody Candy Girl - Memorie di una ragazzaccia perbene (2006)

### Cinema e fiction
- Il brano è stato inserito nel film del 2009, diretto da Richard Curtis, I Love Radio Rock[2]